# Ровицкий, Витольд
Витольд Ровицкий (пол. Witold Rowicki, настоящая фамилия Калка, пол. Kałka; 26 февраля 1914, Таганрог — 1 октября 1989, Варшава) — польский дирижёр.

## Биография
Родился 26 февраля 1914 года в Таганроге.
В 1923 году семья переехала в Польшу.
Учился в Консерватории Краковского музыкального общества как скрипач (у Артура Малявского); по окончании консерватории (1938) остался преподавать в ней. В 1945 г. воссоздал распущенный в связи со Второй мировой войной симфонический оркестр Польского радио в Катовице и руководил им на протяжении двух первых сезонов, уступив затем место довоенному руководителю оркестра Гжегожу Фительбергу. С 1950 г. до 1955 г. и вновь в 1958—1977 гг. Ровицкий возглавлял Варшавский филармонический оркестр (в промежутке в 1957—1958 гг. руководил Краковским филармоническим оркестром); дал во главе оркестра более 300 гастрольных концертов за пределами Польши. В 1965—1966 гг. был также художественным руководителем Варшавской оперы, 20 ноября 1965 г. дирижировал оперой Станислава Монюшко «Страшный двор», торжественно представленной по случаю завершения восстановительных работ в разрушенном войной здании оперы.
После 1977 г. выступал, главным образом, как приглашённый дирижёр, сотрудничая с ведущими мировыми оркестрами; среди коллективов, особенно часто выступавших под руководством Ровицкого, — три ведущих оркестра Лондона (Лондонский симфонический, Королевский филармонический и Филармония), Кливлендский оркестр, Филадельфийский оркестр. Впрочем, в 1983—1985 гг. Ровицкий возглавлял Бамбергский симфонический оркестр.
Ровицкий записал около 100 дисков для польской звукозаписи, лейблов Philips и EMI. Многие из них были удостоены различных премий: в частности, запись всех симфоний и увертюр Антонина Дворжака с Лондонским симфоническим оркестром получила Grand Prix du Disque Академии Шарля Кро. Среди других работ — все симфонии Иоганнеса Брамса, произведения Людвига ван Бетховена, Войцеха Киляра, Мечислава Карловича, Феликса Мендельсона, Кароля Шимановского, фортепианные концерты Роберта Шумана и Сергея Прокофьева со Святославом Рихтером, фортепианные концерты Фредерика Шопена с Артуром Рубинштейном и Григорием Соколовым, клавирные концерты Моцарта с Ингрид Хеблер.